# 鎌倉国宝館
鎌倉国宝館（かまくらこくほうかん）は、神奈川県鎌倉市雪ノ下の鶴岡八幡宮境内の東側にある市立博物館である。

## 概要
大正12年の関東大震災により鎌倉の社寺の建造物や仏像などが大きな被害を受けたことから、貴重な文化財を災害から保護しえる施設の必要性が浮き彫りとなった。鎌倉の史跡名勝、社寺などの保護に努めていた鎌倉同人会が中心とって具体案が検討され、資金難に苦しみつつも、昭和3年（1928年）4月3日神武天皇祭の佳日に設立された。本館建物は、鉄筋コンクリート本瓦葺平屋造で、外観は校倉風、内部は鎌倉時代の寺院建築を模し、現在国の登録有形文化財に登録されている。建物にある鎌倉町町章・星と月のステンドグラスは、小川三知の作。敷地内に源実朝の歌碑がある。
鎌倉市に関係する鎌倉時代から室町時代を中心とする絵画、彫刻、工芸、書跡、古文書など様々な文化財を保管、展示している。禅宗文化、宋元文化の影響を受けるものが多い。収蔵作品数は約1000件、4800点に上る。市内の社寺から寄託されている国宝、重要文化財が多数収蔵されており、文化財の展示、普及とともに貴重な文化財を災害から保護し管理するという機能も有している。昭和49年（1974年）10月1日には、肉筆浮世絵を蒐集してきた氏家武雄と鎌倉市が財団法人氏家浮世絵コレクションを館内に設立し、肉筆浮世絵百数十点のコレクションも保管、展示を行っている。その後、平成24年（2012年）4月1日付けで公益財団法人に移行した。

## 施設概要
住所
- 〒248-0005 神奈川県鎌倉市雪ノ下2-1-1

開館時間
- 午前9時から午後4時30分（入館は4時まで）

休館日
- 毎週月曜日（祝日の場合は翌日）、毎月末展示替え期間、年末年始

入館料
- 一般300円(特別展は別料金）
- 小･中学生100円(特別展は別料金）
- 展示内容により入館料は変わる。団体（10名以上）は1人につき100円引き。

## 主な収蔵品
※以下の国宝・重要文化財のうち「鎌倉市所有」とあるもの以外は社寺からの寄託品。

### 国宝
- 絹本淡彩蘭溪道隆像 - 建長寺所有
- 紙本著色当麻曼荼羅縁起 - 光明寺所有
- 籬菊螺鈿蒔絵硯箱（まがきにきくらでんまきえすずりばこ） - 鶴岡八幡宮所有
- 鶴岡八幡宮古神宝類 - 鶴岡八幡宮所有
  - 沃懸地杏葉螺鈿太刀
  - 沃懸地杏葉螺鈿平胡籙
  - 黒漆矢
  - 朱塗弓
- 大覚禅師墨蹟（法語規則）- 蘭渓道隆、建長寺所有

### 重要文化財
- 木造北条時頼坐像 - 建長寺所有
- 木造伽藍神像 - 建長寺所有
- 銅造薬師如来坐像（鶴岡八幡宮伝来）- 寿福寺所有
- 木造地蔵菩薩立像 - 寿福寺所有
- 木造弁才天坐像 - 鶴岡八幡宮所有
- 木造初江王坐像・木造倶生神坐像（2躯） - 円応寺所有
- 木造舞楽面5面 - 鶴岡八幡宮所有
- 木造菩薩面 - 鶴岡八幡宮所有
- 銅造阿弥陀如来及び両脇侍立像 - 円覚寺所有
- 木造上杉重房坐像 - 明月院所有
- 絹本著色之庵和尚像 - 之庵道貫像、帰源院所有
- 紙本淡彩頬焼阿弥陀縁起 - 光触寺所有
- 絹本著色釈迦三尊像 - 建長寺所有
- 絹本著色十六羅漢像 - 建長寺所有
- 絹本墨画観音像 - 建長寺所有
- 絹本著色夢窓疎石像 - 黄梅院所有
- 紙本著色喜江和尚像 - 建長寺所有
- 絹本著色虚空蔵菩薩像 - 円覚寺所有
- 絹本著色五百羅漢像 - 円覚寺所有
- 紙本著色浄土五祖絵伝 - 光明寺所有
- 黒漆須弥壇 - 建長寺所有
- 銅鐘（宝治二年三月廿一日銘） - 常楽寺所有
- 蓮唐草蒔絵箱形礼盤（はすからくさまきえはこがたらいばん） - 青蓮寺所有
- 前机 - 円覚寺所有
- 青磁袴腰香炉 - 円覚寺所有
- 金剛般若経（蘭渓道隆筆） - 建長寺所有
- 紙本墨書西来庵修造勧進状（玉隠筆） - 建長寺所有
- 紙本墨書鶴岡社務記録 - 鶴岡八幡宮所有
- 浄光明寺敷地絵図 - 浄光明寺所有
- 円覚寺仏殿造営図 - 鎌倉市所有
- 北条時宗書状弘安元年 - 円覚寺所有
- 無学祖元墨跡弘安6年 - 円覚寺所有
- 仏日庵公物目録 - 円覚寺所有
- 喫茶養生記 - 寿福寺所有
- 円覚寺境内絵図 - 円覚寺所有

### 登録有形文化財
- 鎌倉国宝館本館

### 肉筆浮世絵
- 「職人尽図屏風」 紙本著色 六曲一隻 岩佐勝重
- 「桜花遊女と禿図」 絹本着色 菱川師宣
- 「美人立姿図」 紙本着色 懐月堂安度
- 「美人立姿図」 絹本着色 宮川長春
- 「吉原遊楽図」 絹本着色 宮川長亀
- 「縁先美人図」 紙本着色 宮川長哉
- 「当流遊色絵巻」 紙本著色 2巻 奥村政信
- 「蚊帳美人図」 紙本着色　富安
- 「かくれんぼII図」 絹本着色 喜多川歌麿
- 「御殿山花見絵巻」 絹本着色 1巻 鳥文斎栄之
- 「柳下二美人図」 絹本着色 鳥文斎栄之
- 「六玉川美人図」 絹本着色 鳥橋斎栄里
- 「雪中傘持美人図」 紙本着色 鳥園斎栄深
- 「酔余美人図」 絹本着色　葛飾北斎
- 「雪中張飛図」 絹本着色　葛飾北斎
- 「七夕美人図」 紙本着色 歌川豊勝

## 交通アクセス
- JR横須賀線、江ノ島電鉄線鎌倉駅から徒歩約12分
- 江ノ電バス「鎌倉八幡宮」停留所または京急バス「大学前」停留所から徒歩約3分
- 横浜横須賀道路「朝比奈」ICから車で約20分